# Fantastic future
Fantastic future – dwudziesty trzeci singel japońskiej piosenkarki Yukari Tamury, wydany 17 kwietnia 2013. Utwór tytułowy został użyty jako opening anime Hentai Ōji to warawanai neko. (jap. 変態王子と笑わない猫。). Singel osiągnął 5 pozycję w rankingu Oricon i pozostał na niej przez 13 tygodni, sprzedał się w nakładzie 25 572 egzemplarzy.

## Lista utworów
| Nr | Tytuł                                                    | Słowa         | Kompozycja     | Aranżacja                                                 | Czas |
| -- | -------------------------------------------------------- | ------------- | -------------- | --------------------------------------------------------- | ---- |
| 1. | "Fantastic future"                                       | Aki Hata      | Masatomo Ōta   | Masatomo Ōta                                              | 4:15 |
| 2. | "Kizutsuku hōseki" (jap. 傷つく宝石)                     | Gorō Matsui   | Masatomo Ōta   | Masatomo Ōta, EFFY                                        | 4:12 |
| 3. | "Datte ×2 ukiuki" (jap. だって×2ウキウキ)                | Nachi Odakura | Kazuya Komatsu | Kazuya Komatsu                                            | 3:42 |
| 4. | "Mō chotto Fall in Love" (jap. もうちょっとFall in Love) | Nachi Odakura | Masatomo Ōta   | Masatomo Ōta, EFFY, Yoshinari Takegami (instrumenty dęte) | 3:45 |

## Notowania
| Lista                         | Pozycja |
| ----------------------------- | ------- |
| Oricon Weekly Singles Chart   | 5       |
| Billboard JAPAN Hot Animation | 8       |